# 창녕군의 농어촌버스
창녕군의 농어촌버스는 대한민국 경상남도 창녕군의 버스를 중심으로 운행하는 대중교통 수단이다. 운영 업체는 영신버스가 유일하다.

## 요금
요금은 2013년 1월 22일과 2015년 8월 20일에 두번 인상되었다.
| 종류 | 나이                    | 현금 (원) | 카드 (원) |
| ---- | ----------------------- | --------- | --------- |
| 일반 | 어른 (만 19세 이상)     | 1250      | 1100      |
| 일반 | 청소년 (만 13세 ~ 18세) | 850       | 800       |
| 일반 | 어린이 (만 7세 ~ 12세)  | 600       | 550       |

- 2013년 7월 1일부터 교통카드를 이용해 버스를 승차할 수 있다.[4]
- 읍내구간 및 기본구간은 일반요금기준 150원 기본구간 외 구간은 현금 요금 대비 10% 정률 할인된다.

선불식은 현재 티머니 계열 교통카드만 사용 가능하며 센스패스 카드의 경우 2016년 5월 13일 부로 카드사의 사정으로 사용 중단 조치되어 현재는 사용할 수 없다. 후불형은 국민, 농협, 신한, 롯데 등을 사용하여 결제 가능하다.
- 2014년 3월 1일부터 교통카드 이용시 기본구간 이외 요금에 한하여 현금 승차액의 10%를 할인 받을 수 있게 된다.
- 10km까지 기본 요금으로 이용할 수 있으며, 이 거리를 초과할 경우 1km마다 116.14원씩 추가되고 소수점 이하는 절삭한다. 청소년은 20%, 어린이는 50% 할인된다.

## 창녕군 차적의 버스 노선

### 농어촌버스
여기서 일련번호는 노선 번호가 아니니 주의해야 한다. 창녕발 노선은 영신버스 본사가 위치한  영신버스터미널이라는 시내버스터미널에서 출발한다.
| 일련 번호 | 운행구간   | 운행구간 | 운행구간   | 운행횟수     | 비고                                         |
| --------- | ---------- | -------- | ---------- | ------------ | -------------------------------------------- |
| 1         | 창녕       | ↔        | 안심       | 왕복 2~3회   | 안심 방면 2회 창녕 방면 3회                  |
| 2         | 창녕       | ↔        | 가복       | 왕복 2~3회   | 가복 방면 2회 창녕 방면 3회                  |
| 3         | 창녕       | ↔        | 이방(옥야) | 왕복 3회     |                                              |
| 4         | 창녕       | ↔        | 안심.가복  | 1회          | 가복 방면 편도 운행                          |
| 5         | 창녕       | ↔        | 목단       | 왕복 1회     |                                              |
| 6         | 창녕       | ↔        | 목단,월포  | 왕복 2회     |                                              |
| 7         | 창녕       | ↔        | 월포       | 왕복 2회     |                                              |
| 8         | 창녕       | ↔        | 감리       | 왕복 10회    |                                              |
| 9         | 감리       | ↔        | 청간       | 왕복 5회     |                                              |
| 10        | 창녕       | ↔        | 간적       | 왕복 3회     |                                              |
| 11        | 창녕       | ↔        | 원촌       | 왕복 1~2회   | 원촌 방면 공휴일 1회 운휴                    |
| 12        | 창녕       | ↔        | 상월       | 왕복 3회     |                                              |
| 13        | 창녕       | ↔        | 이방(옥야) | 왕복 12~13회 | 상월 방면 12회 창녕 방면 13회                |
| 14        | 이방(옥야) | ↔        | 율원       | 왕복 4회     |                                              |
| 15        | 이방(옥야) | ↔        | 적교       | 왕복 2회     |                                              |
| 16        | 창녕       | ↔        | 적교       | 왕복 10~11회 | 2회 우포늪 경유 적교 방면 막차 모곡까지 운행 |
| 17        | 창녕       | ↔        | 옥천(이방) | 왕복 3~4회   | 옥천 방면 막차 적교까지 운행                 |
| 18        | 창녕       | ↔        | 세진       | 왕복 3회     |                                              |
| 19        | 창녕       | ↔        | 창녕       | 왕복 1~2회   | 용소 방면 1회 퇴천 방면 2회                  |
| 20        | 창녕       | ↔        | 동정       | 왕복 1~2회   | 동정 방면 2회 창녕 방면 1회                  |
| 21        | 창녕       | ↔        | 작달       | 왕복 5~6회   | 작달 방면 공휴일 1회 운휴                    |
| 22        | 창녕       | ↔        | 영산       | 왕복 1회     | 장가 경유                                    |
| 23        | 창녕       | ↔        | 창녕       | 1회          |                                              |
| 24        | 창녕       | ↔        | 옥천       | 왕복 6회     |                                              |
| 25        | 창녕       | ↔        | 영산       | 왕복 1회     | 절산 경유                                    |
| 26        | 창녕       | ↔        | 부곡       | 왕복 9~11회  | 부곡 방면 11회 창녕 방면 9회                 |
| 27        | 창녕       | ↔        | 노리       | 왕복 2회     |                                              |
| 28        | 창녕       | ↔        | 부곡       | 왕복 1~2회   | 예리 경유 부곡 방면 1회 창녕 방면 2회        |
| 29        | 영산       | ↔        | 노리       | 왕복 1~2회   | 노리 방면 1회 영산 방면 2회                  |
| 30        | 부곡       | ↔        | 부곡       | 왕복 1회     | 노리 경유                                    |
| 31        | 부곡       | ↔        | 북면온천   | 왕복 3회     |                                              |
| 32        | 영산       | ↔        | 부곡       | 1회          | 바로 회차 후 부곡까지 운행                   |
| 33        | 창녕       | ↔        | 상길       | 왕복 1회     |                                              |
| 34        | 영산       | ↔        | 창녕       | 1회          | 창녕 방면 편도 운행                          |
| 35        | 창녕       | ↔        | 영산       | 왕복 2~3회   | 길곡 경유 영산 방면 3회 창녕 방면 2회        |
| 36        | 창녕       | ↔        | 창녕       | 1회          | 길곡 경유 창녕 방면 편도 운행                |
| 37        | 영산       | ↔        | 박진       | 왕복 4~5회   | 영산 방면 공휴일 1회 운휴                    |
| 38        | 박진       | ↔        | 창녕       | 1회          | 영산 경유 창녕 방면 편도 운행                |
| 39        | 영산       | ↔        | 청단       | 왕복 3회     |                                              |
| 40        | 창녕       | ↔        | 남지       | 왕복 7~8회   | 남지 방면 7회 창녕 방면 8회                  |
| 41        | 영산       | ↔        | 남지       | 왕복 1~2회   | 남지 방면 2회 영산 방면 1회                  |
| 42        | 영산       | ↔        | 남지       | 왕복 3회     | 월령 경유                                    |
| 43        | 영산       | ↔        | 남지       | 왕복 1회     |                                              |
| 44        | 남지       | ↔        | 박진       | 왕복 4회     | 박진 방면 1회 운행 나머지 청단까지만 운행    |
| 45        | 남지       | ↔        | 부곡       | 왕복 2~3회   | 부곡 방면 2회 남지 방면 3회                  |
| 46        | 남지       | ↔        | 영산       | 1회          | 길곡 경유 영산 방면 편도 운행                |
| 47        | 창녕       | ↔        | 환곡       | 왕복 2회     | 길곡 경유 영산 방면 편도 운행                |
| 48        | 영산       | ↔        | 구계       | 왕복 3회     |                                              |
| 49        | 남지       | ↔        | 장마       | 왕복 3회     |                                              |
| 50        | 영산       | ↔        | 광계       | 왕복 3회     |                                              |
| 51        | 이방       | ↔        | 죽전       | 왕복 3회     |                                              |